# Michael Thomas (giocatore di football americano 1993)
Michael Thomas (Los Angeles, 3 marzo 1993) è un giocatore di football americano statunitense che milita nel ruolo di wide receiver per i New Orleans Saints della National Football League (NFL).

## Carriera

### New Orleans Saints
Al college, Thomas giocò a football con gli Ohio State Buckeyes dal 2012 al 2015, vincendo il campionato NCAA nel 2014. Fu scelto nel corso del secondo giro (47º assoluto) del Draft NFL 2016 dai New Orleans Saints. Nella sua prima stagione guidò tutti i rookie in ricezioni (92), yard ricevute (1.137) e touchdown su ricezione (9), venendo inserito inserito nella formazione ideale dei debuttanti dalla Pro Football Writers of America dopo avere disputato 15 partite, di cui 12 come titolare.
Nella stagione 2017, Thomas divenne il secondo giocatore della storia dopo Odell Beckham a fare registrare almeno 90 ricezioni in entrambe le prime due stagioni in carriera, venendo convocato per il suo primo Pro Bowl dopo essersi classificato terzo nella NFL con 104 ricezioni. Le sue 196 ricezioni nelle prime due stagioni furono un nuovo record NFL. Nella prima gara di playoff in carriera guidò i Saints con 131 yard ricevute nella vittoria sui Carolina Panthers. La stagione di New Orleans si chiuse la settimana successiva perdendo all'ultimo secondo per 29-24 nella gara esterna contro i Minnesota Vikings. In quella partita Thomas guidò i suoi con 85 yard ricevute e segnò due touchdown.
Nel nono turno della stagione 2018 Thomas ricevette un record di franchigia di 211 yard, contribuendo alla vittoria sui Los Angeles Rams, l'unica squadra allora rimasta imbattuta della lega. Per questa prestazione fu premiato come miglior giocatore offensivo della NFC della settimana. Con 92 yard e un touchdown ricevute nella vittoria dell'undicesimo turno sui Philadelphia Eagles campioni in carica, Thomas superò per il terzo anno consecutivo le mille yard su ricezione. Nel 14º turno batté il record NFL condiviso da Odell Beckham e Jarvis Landry per il maggior numero di ricezioni nelle prime tre stagioni in carriera. A fine stagione fu convocato per il suo secondo Pro Bowl ed inserito nel First-team All-Pro dopo avere guidato la NFL con 125 ricezioni. Nel divisional round dei playoff stabilì un record di franchigia con 12 ricezioni nella vittoria che eliminò i Philadelphia Eagles campioni in carica.
Il 31 luglio 2019, Thomas firmò un rinnovo quinquennale del valore di 100 milioni di dollari, inclusi 61 milioni garantiti, con i Saints. Divenne così il più pagato wide receiver e il primo giocatore di attacco non quarterback a toccare la cifra dei 100 milioni. Nel decimo turno  divenne il più rapido giocatore della storia a ricevere 400 passaggi in carriera, 54 partite contro le 61 del precedente primato di Odell Beckham. Due settimane dopo raggiunse Marvin Harrison quale unico altro giocatore a raggiungere le 100 ricezioni nelle prime 11 partite della stagione. Alla fine di novembre fu premiato come giocatore offensivo del mese della NFC dopo avere ricevuto 37 passaggi per 415 yard e 2 touchdown. Nel penultimo turno Thomas batté il record NFL precedentemente detenuto da Marvin Harrison per ricezioni in una stagione. A fine anno fu convocato per il suo terzo Pro Bowl e inserito nel First-team All-Pro dopo avere guidato la NFL con 149 ricezioni e 1.725 yard ricevute. Il 1º febbraio 2020 fu premiato come miglior giocatore offensivo dell'anno della NFL.
Nel primo turno della stagione 2020 Thomas si infortunò a una caviglia, venendo costretto a perdere quattro settimane. Avrebbe dovuto tornare in campo nel Monday Night Football della settimana 5 ma fu sospeso dalla squadra per una partita per motivi disciplinari. Nella settimana 11 contro gli Atlanta Falcons, Thomas fece registrare 9 ricezioni per 104 yard nella vittoria per 24-9. Fu una delle due uniche partite in cui superò le cento yard in stagione. Fu inserito in lista infortunati il 19 dicembre a causa di un problema ricorrente a una caviglia. La sua stagione regolare si chiuse con 438 yard ricevute e nessun touchdown in 7 presenze. Nel turno delle wild card dei playoff contro i Chicago Bears, Thomas ricevette 5 passaggi per 73 yard e la prima marcatura stagionale nella vittoria per 21-9.
Dopo avere saltato l'intera stagione 2021 per un infortunio alla caviglia, Thomas tornò in campo nel primo turno della stagione 2022 segnando due touchdown nella vittoria in rimonta sui Falcons. Ebbe un'altra partita produttiva nel turno successivo con sei ricezioni per 65 yard e un touchdown in una sconfitta per 20-10 contro i Buccaneers. Nella settimana 3 contro i Carolina Panthers, Thomas uscì quasi subito per un infortunio al piede e perse diverse partite prima di venire inserito in lista infortunati il 3 novembre, concludendo la sua stagione.
Il 14 marzo 2023 Thomas ristrutturó il proprio contratto con i Saints, firmando per un altro anno a 10 milioni di dollari.

## Palmarès
- Convocazioni al Pro Bowl: 3

2017, 2018, 2019
- First-team All-Pro: 2

2018, 2019
- Miglior giocatore offensivo dell'anno della NFL: 1

2019
- Giocatore offensivo della NFC del mese: 1

novembre 2019
- Giocatore offensivo della NFC della settimana: 1

9ª del 2018
- PFWA All-Rookie Team - 2016